# NGC 3384
NGC 3384 (NGC 3371) é uma galáxia elíptica (E/SB0) localizada na direcção da constelação de Leo. Possui uma declinação de +12° 37' 43" e uma ascensão recta de 10 horas, 48 minutos e 16,7 segundos.
A galáxia NGC 3384 foi descoberta em 11 de Março de 1784 por William Herschel.